# Diana Rasimovičiūtė-Brice
Diana Rasimovičiūtė-Brice, née le 25 février 1984 à Ignalina, est une biathlète lituanienne. Elle a participé à cinq éditions des Jeux olympiques entre 2002 et 2018.

## Biographie
Membre du club de sa ville natale Ignalina, elle démarre en Coupe du monde en 2001 à Ruhpolding. En 2002, elle est sélectionnée pour les Jeux olympiques de Salt Lake City. Lors de la saison 2005-2006, elle marque ses premiers points en Coupe du monde et participe aux Jeux olympiques de Turin où elle obtient son meilleur résultat jusque-là, une 18e place en sprint. 
Lors des Championnats du monde 2009, elle finit onzième du sprint, ce qui est sa meilleure performance en grand championnat.
En 2010, elle termine 25e du sprint, 34e de la poursuite et 30e de l'individuel des Jeux olympiques de Vancouver. Cette même année, elle décroche deux médailles d'argent aux Championnats d'Europe (sur le sprint et l'individuel en moins de 26 ans) et monte sur un podium en IBU Cup à Nové Město.
En 2011-2012, elle finit neuvième du sprint d'Oberhof et termine 46e au classement général. 
Après une quatrième participation aux Jeux olympiques, en 2014, elle décide de mettre fin à sa carrière. Elle revient sur sa décision et retourne à la compétition la saison suivante. Malgré son absence dans les points en Coupe du monde, elle parvient à se qualifier pour ses cinquièmes Jeux olympiques en 2018. Elle se retire du sport en 2019 et reçoit une formation pour devenir entraîneuse.
En ski de fond, elle participe aux Championnats du monde de ski nordique 2013, sur le dix kilomètres libre (45e place).
Elle est entraînée par l'ancien biathlète letton Ilmārs Bricis, qui est également son petit ami.

## Palmarès

### Jeux olympiques
| Épreuve / Édition                   | Individuel | Sprint | Poursuite | Départ en ligne                  | Relais | Relais mixte                     |
| Jeux olympiques 2002 Salt Lake City | —          | 66e    | —         | Épreuve inexistante à cette date | —      | Épreuve inexistante à cette date |
| Jeux olympiques 2006 Turin          | 66e        | 18e    | 27e       | —                                | —      | Épreuve inexistante à cette date |
| Jeux olympiques 2010 Vancouver      | 30e        | 25e    | 34e       | —                                | —      | Épreuve inexistante à cette date |
| Jeux olympiques 2014 Sotchi         | 42e        | 51e    | 43e       | —                                | —      | —                                |
| Jeux olympiques 2018 Pyeongchang    | 75e        | 65e    | —         | —                                | —      | 19e                              |

Légende :
- : épreuve pas au programme
- — : Non disputée par la biathlète

### Championnats du monde
- Meilleur résultat : 11e du sprint aux Championnats du monde 2009.

| Épreuve / Édition                | Individuel | Sprint | Poursuite | Départ en masse | Relais | Relais mixte                     |
| Mondiaux 2001 Pokljuka           | -          | 78e    | -         | -               | -      | Épreuve inexistante à cette date |
| Mondiaux 2004 Oberhof            | 50e        | 59e    | LAP       | -               | -      | Épreuve inexistante à cette date |
| Mondiaux 2005 Hochfilzen         | 78e        | 58e    | 49e       | -               | -      | Épreuve inexistante à cette date |
| Mondiaux 2007 Antholz-Anterselva | 59e        | 31e    | 32e       | -               | -      | -                                |
| Mondiaux 2008 Östersund          | 56e        | 47e    | 45e       | -               | -      | -                                |
| Mondiaux 2009 Pyeongchang        | 47e        | 11e    | 31e       | 28e             | -      | -                                |
| Mondiaux 2011 Khanty-Mansiïsk    | -          | 59e    | -         | -               | -      | 23e                              |
| Mondiaux 2012 Ruhpolding         | 55e        | 45e    | 50e       | -               | 23e    | -                                |
| Mondiaux 2013 Nové Město         | 70e        | 40e    | 38e       | -               | 23e    | 24e                              |
| Mondiaux 2015 Kontiolahti        | Abandon    | 61e    | -         | -               | 20e    | 23e                              |
| Mondiaux 2016 Holmenkollen       | -          | -      | -         | -               | -      | 23e                              |
| Mondiaux 2017 Hochfilzen         | 77e        | 81e    | -         | -               | 21e    | 24e                              |

Légende :

 :épreuve inexistante

- : n'a pas participé à l'épreuve

### Coupe du monde
- Meilleur classement général : 46e en 2012.
- Meilleur résultat individuel : 9e.

#### Classements en Coupe du monde
| Année     | Classement général final | Sprint | Poursuite | Individuel | Mass start |
| 2005-2006 | 63e                      | 56e    | 59e       | -          | -          |
| 2006-2007 | 60e                      | 47e    | -         | -          | -          |
| 2007-2008 | 68e                      | 65e    | 49e       | -          | -          |
| 2008-2009 | 56e                      | 45e    | 71e       | 60e        | 45e        |
| 2009-2010 | 49e                      | 42e    | 70e       | 50e        | -          |
| 2010-2011 | 83e                      | 76e    | 68e       | -          | -          |
| 2011-2012 | 46e                      | 42e    | 62e       | -          | 37e        |
| 2012-2013 | 60e                      | 71e    | 49e       | 46e        | -          |
| 2013-2014 | 72e                      | 81e    | -         | 30e        | -          |

### Championnats d'Europe
- Médaille d'argent en sprint à Otepää en 2010.
- Médaille d'argent de l'individuel à Otepää en 2010.

### IBU Cup
- 1 podium individuel.